# 松鸣镇
松鸣镇，是中华人民共和国甘肃省临夏回族自治州和政县下辖的一个乡镇级行政单位。

## 行政区划
松鸣镇下辖以下地区：
狼土泉村、吊滩村、中心村、大山庄村、科托村、车巴村、扁坡村、新集村和桦林村。